# Robert Dudley, 1.º Conde de Leicester
Robert Dudley, KG, OSM, PC (24 de junho de 1532 - 4 de setembro de 1588) foi conde de Leicester. Filho de John Dudley, conde de Warwick e duque de Northumberland e sua esposa, Jane Guilford. Ficou conhecido por ser o favorito da rainha Isabel I no seu primeiro ano de reinado.
Em 1550, casou-se com Amy Robsart, herdeira de Sir John Robsart, estando o próprio rei da Inglaterra e sua meia-irmã, Isabel, futura rainha presentes. Amy morreu provavelmente de um câncer e cerca de dez anos depois e casando ele novamente em 1578, com Lettice Devereaux, condessa de Essex, viúva e prima da rainha.
Robert teve um filho ilegítimo com uma mulher chamada Lady Sheffield, tendo sido um bom pai para a criança.